# Exocentrus sumatranus
Exocentrus sumatranus là một loài bọ cánh cứng trong họ Cerambycidae.